# Fortificația cu valuri de pământ de la Cornești (Jadani)
Fortificația cu valuri de pământ de la Cornești (Jadani) se prezintă astăzi sub forma ruinelor unei mari cetăți care a fost întărită cu trei valuri (en) de pământ succesive, palisade din lemn și șanțuri, aflate în hotarul localității Cornești, comuna Orțișoara, județul Timiș.

## Amplasare
Urmele fortificației se află la 18 km nord de Timișoara, la est de șoseaua Timișoara - Arad, având centrul la cca. 2,5 kilometri la nord de vatra satului Cornești, între localitățile Cornești, Orțișoara, Seceani și Murani.

## Istoric și atribuire
Marea fortificație de la Cornești, localitate care mai înainte s-a numit Jadani, a fost figurată pe toate hărțile importante ale Banatului, începând cu harta Mercy, ridicată în 1723-1725.
Majoritatea surselor până la Ioachim Miloia, în deceniul al patrulea al secolului al XX-lea, dar și după aceea, au considerat cetatea un ring avar, o fortificație ridicată de rămășițele avare care s-au retras spre est în urma înfrângerii de către Carol cel Mare. O altă ipoteză, susținută de C. Răileanu în 1981, dar infirmată de Florin Medeleț, considera ruinele drept rămășițe ale orașului Tema, amintit în Cosmografia sa de anonimul din Ravenna..

Săpăturile arheologice recente efectuate de o echipă internațională formată din români, nemți și britanici au dus la concluzia că, de fapt, este vorba de una din cele mai mari fortificații preistorice, mai exact, o construcție eneolitică începută pe la 1500 î.e.n și abandonată pe la anul 1000 î.e.n. Se pare că a fost reședința unei puternice căpetenii sarmate, capabilă să coordoneze lucrările unei construcții de asemenea anvergură.